# Essai nucléaire nord-coréen du 25 mai 2009
L'essai nucléaire nord-coréen du 25 mai 2009 a eu lieu dans la province d'Hamgyŏng du Nord près de la frontière chinoise dans ce qui est appelé, en 2018, le site d'essais nucléaires de Punggye-ri. Il s'agit du second essai nucléaire de la Corée du Nord après celui de 2006.

## Déroulement
Cet essai a eu lieu très précisément à 00:54:43 UTC. Il s'agit du deuxième test nucléaire après l'essai nucléaire nord-coréen de 2006. Il s'agirait d'un missile balistique Taepodong-2 selon le secrétaire à la défense des États-Unis, Robert Gates.
La KCNA (agence de presse nord-coréenne) a confirmé l'essai et a nommé cela un succès : « La république populaire démocratique de Corée a mené avec succès plus d'un essai nucléaire souterrain dans le cadre des mesures pour renforcer sa force de dissuasion nucléaire de légitime défense dans tous les sens comme demandé par ses scientifiques et ses techniciens. L'essai nucléaire actuel a été effectué en toute sécurité sur un nouveau niveau plus élevé en termes de puissance explosive et de technologie et les résultats de l'essai ont aidé de façon satisfaisante à régler les problèmes scientifiques et technologiques résultant en augmentant encore la puissance des armes nucléaires et en développant constamment la technologie nucléaire. »

## Réactions internationales
Le Conseil de sécurité des Nations unies a condamné cet essai nucléaire, constituant une violation de la résolution 1718. L'essai nucléaire fut condamné par la majeure partie des pays de la communauté internationale, y compris par la Russie et la république populaire de Chine.

## Essai nucléaire du 12 février 2013
La Corée du Nord a de nouveau procédé à un essai nucléaire le 12 février 2013 d'une puissance de 6 à 7 kilotonnes selon la Corée du Sud.